# Georg Christoph Gottlieb von Bemmel II
Pour les articles homonymes, voir von Bemmel.
Cet article possède un paronyme, voir Georg Christoph Gottlieb von Bemmel I.
Georg Christoph Gottlieb von Bemmel II (Nuremberg, 1765 — Nuremberg, 1811) est un peintre, dessinateur graveur et flûtiste allemand.
Il est le fils du peintre et graveur Georg Christoph Gottlieb von Bemmel I et appartient à une « dynastie de peintres bavarois ».

## Biographie

### Jeunesse et formation
Georg Christoph Gottlieb von Bemmel naît à Nuremberg en mai 1765. Il est le seul fils ayant survécu de Georg Christoph Gottlieb von Bemmel I (1738-1794), dont l'arrière grand-père est Willem van Bemmel (1630-1708), peintre et graveur néerlandais important ayant terminé sa vie à Nuremberg et initié une « dynastie de peintres bavarois »,,.
D'abord élève de son père, qui essaie de le former au portrait, son genre de prédilection, il choisit finalement de ce spécialiser dans la peinture de paysage, et poursuit sa formation auprès des modèles de la famille Dietzsch (de), de Carl Sebastian von Bemmel (d) et de Johann Franz Ermels (de),,.
Ses productions sont essentiellement des aquarelles de paysages, ainsi que des paysages et des soldats en uniformes gravés à l'eau-forte. Georg Wolfgang Panzer mentionne un portrait de Georg Christoph Gottlieb von Bemmel II.
En parallèle, Georg Christoph Gottlieb von Bemmel a une carrière de musicien et devient un important virtuose de la flûte. Il rédige par ailleurs les biographies des Bemmel pour Johann Georg Meusel (Neue Misc. artist. Inhalts für Künstler und Kusntliebhaber, 1797, avec supplément de 1798/99),.
Georg Christoph Gottlieb von Bemmel meurt à Nuremberg en 7 mars 1811 et est enterré à Johannisfriedhof,,.

## Œuvre

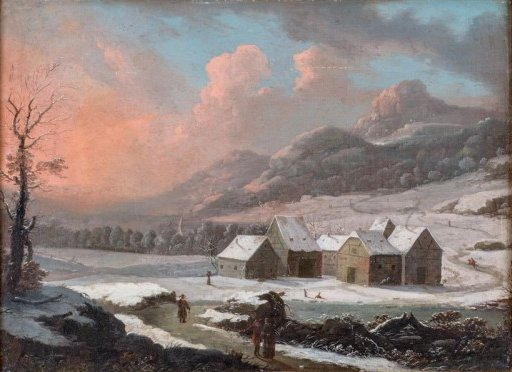
Paysage d'hiver (vers 1800, coll. priv.)

Les œuvres de Georg Christoph Gottlieb von Bemmel sont conservées en :
- Allemagne[6],[7]
  - Germanisches Nationalmuseum, Nuremberg
  - Musée de la forteresse de Cobourg
  - Staatliches Museum Schwerin, Schwerin